# Vjatjeslav Bykov
Vjatjeslav Arkadevitj "Slava" Bykov (ryska: Вячеслав Аркадьевич Быков), född 24 juli 1960 i Tjeljabinsk i dåvarande Ryska SFSR i Sovjetunionen, är en rysk före detta ishockeyspelare och före detta förbundskapten för det ryska landslaget. Han var självskriven i det sovjetiska landslaget under 1980-talet och efter Sovjetunionens fall spelade han med det ryska landslaget under 1990-talet. Han var draftad av Quebec Nordiques i 1989 års NHL-draft men kom aldrig att spela i den nordamerikanska proffsishockeyn. 

## Spelarkarriär
Vjatjeslav Bykov startade sin karriär i Traktor Tjeljabinsk 1979. Efter tre år började han spela för CSKA Moskva. Under sin tid i CSKA Moskva blev han ett stående inslag i Sovjetunionens landslag, senare också Rysslands, vilket resulterade i bland annat fyra världsmästartitlar, silver i Canada Cup och två OS-guld.
- Sovjetunionen:
  - VM-guld 1983, 1986, 1989
  - VM-silver 1987
  - VM-brons 1985
  - Canada Cup-silver 1987
  - OS-guld 1988
- Ryssland och OSS
  - OS-guld 1992
  - VM-guld 1993
  - VM-femma 1995

Bykov fortsatte sin karriär i Schweiz med spel i NL-A, den schweiziska hockeyligan, och Fribourg-Gottéron. Han avslutade en lysande karriär 2000 efter att ha spelat de två sista åren med HC Lausanne i den näst högsta divisionen i Schweiz; NL-B.

## Tränarkarriär
10 augusti 2006 blev Bykov utnämnd till huvudtränare för det ryska ishockeylandslaget. Under VM 2007 på hemmaplan ledde han laget till ett brons. 18 maj 2008 ledde han Ryssland till seger i VM 2008 i Kanada. Han ledde åter Ryssland till guld året därpå i VM 2009, och till final i VM 2010. Bykov slutade som förbundskapten för Ryssland 2011 och idag är han general manager för Polens herrlandslag i ishockey